# Contor Group
Contor Group Arad este o companie din România înființată în anul 1993 care oferă soluții de contorizare în domeniul apei și energiei termice.
Este singurul producător român integrat de contoare de apă.
Cel mai mare acționar al companiei, cu o participație de 61,4%, este societatea Contor Caracioni, deținută de omul de afaceri Tudor Caracioni.
Compania a început în 2007 extinderea pieței de desfacere spre Rusia, Ucraina, Orientul Mijlociu și Africa.
În anul 2011, Contor Group a intrat în insolvență,
iar în anul 2014 a intrat în faliment.
Număr de angajați în 2007: 440
Cifra de afaceri:
| Anul          | 2009 | 2007 | 2006 |
| ------------- | ---- | ---- | ---- |
| milioane euro | 10,4 | 14,1 | 13,1 |